# Kangasala
Kangasala [ˈkɑŋŋɑsˌʔɑlɑ] ist eine Stadt im Westen Finnlands mit 32.959 Einwohnern (Stand 31. Dezember 2022). Sie liegt im Einzugsbereich der Stadt Tampere in der Landschaft Pirkanmaa.

## Geografie
Kangasala liegt in der Landschaft Pirkanmaa 17 km östlich der Großstadt Tampere. Nachbarstädte- und Gemeinden von Kangasala sind neben Tampere Orivesi im Nordosten, Kuhmalahti im Osten, Pälkäne im Südosten, Valkeakoski im Süden und Lempäälä im Südwesten.

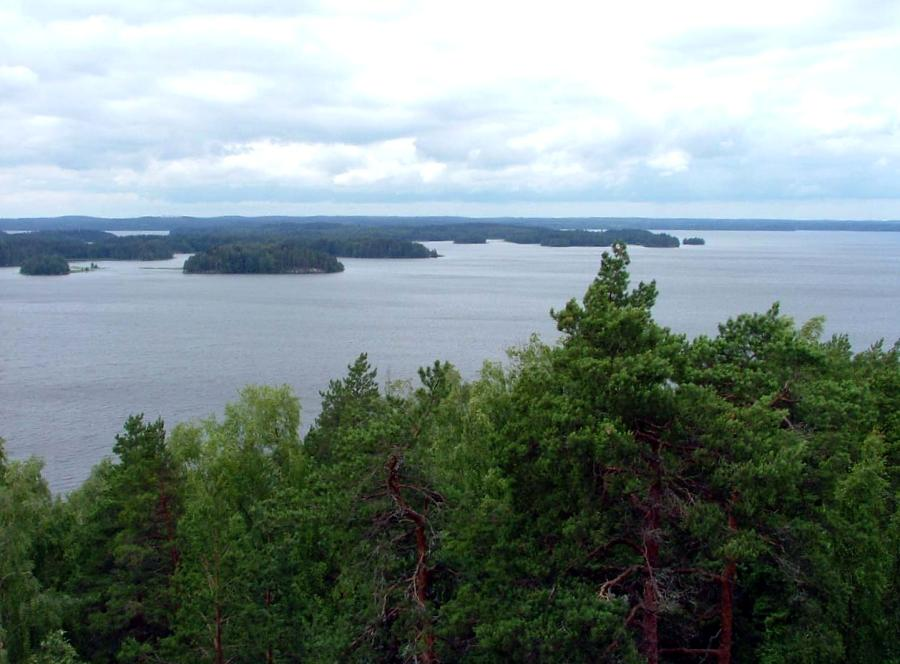
Aussicht auf den Roine-See vom Os Vehoniemenharju

Ein Viertel der Fläche der Gemeinde besteht aus Binnengewässern. Insgesamt befinden sich im Gemeindegebiet 220 Seen, deren größte sind Roine, Längelmävesi und Vesijärvi. Die Gesamtlänge der Seeufer in Kangasala beträgt 799 km.

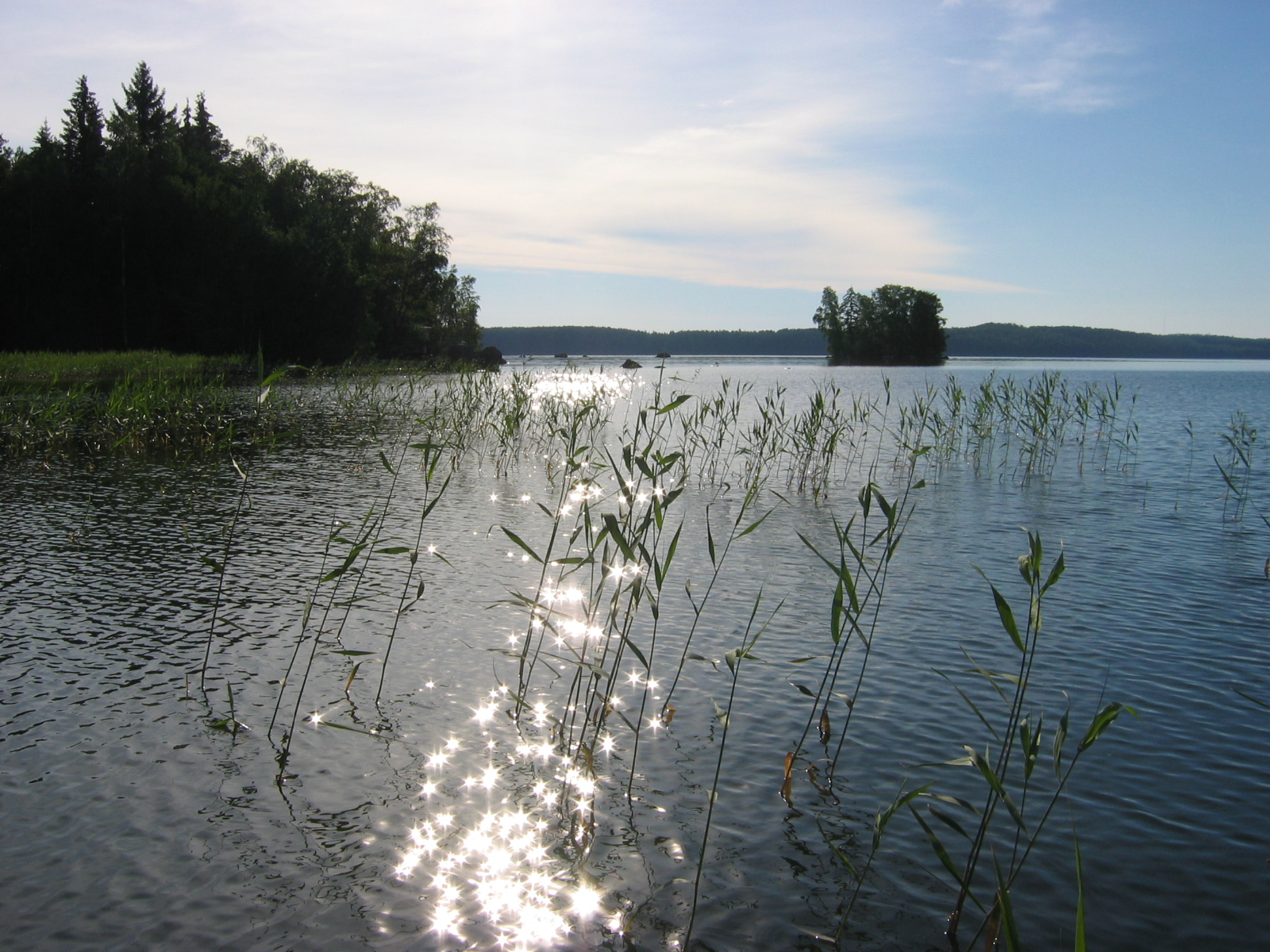
Roine-See

Durch das Gemeindegebiet zieht sich eine Reihe von Osern. Die landschaftliche Schönheit der Gegend zog schon in der Vergangenheit prominente Gäste an: so kamen der schwedische König Gustav III. und die russischen Zaren Alexander I. und Alexander II. nach Kangasala, um von einem heute Keisarinharju („Kaiserhöhe“) genannten Höhenrücken die Aussicht auf die umliegenden Seen und Wälder zu genießen. Eines der bekanntesten Gedichte der finnischen Literatur, Kesäpäivä Kangasalla („Ein Sommertag in Kangasala“), 1853 von Zacharias Topelius geschrieben und 1864 von Gabriel Linsén vertont, hat ebenfalls die Natur Kangasalas zum Thema – Topelius rühmt darin insbesondere die Aussicht von der Höhe Haralanharju.
Kangasala hat drei Siedlungszentren: Das Kirchdorf von Kangasala mit rund 18.400 Einwohnern, Ruutana mit knapp 3000 Einwohnern und das 2005 eingemeindete Kirchdorf von Sahalahti mit rund 1300 Einwohnern (jeweils 2005). Insgesamt wohnen 85 % der Einwohner der Gemeinde in diesen Siedlungszentren, die restliche Bevölkerung verteilt sich auf folgende 89 Dörfer:
- Alanen
- Apajanpohja
- Eskola
- Haapaniemi
- Haapasaari
- Haavisto
- Haviseva
- Heponiemi
- Herttuala
- Hykönsalo
- Hyppärilä
- Ilola
- Isolahti
- Isoniemi
- Jokioinen
- Joutsiniemi
- Kärkäs
- Kaukola
- Kautiala
- Keljo
- Kerppola
- Keso
- Koivisto
- Koivuniemi
- Korpiniemi
- Köyrä
- Kuru
- Kyötikkälä
- Leipi
- Lemponen
- Lentola
- Lihasula
- Liuskiala
- Luikala
- Luukkala
- Mäyrä
- Moltsia
- Monikkala
- Musto
- Mutikko
- Neulaniemi
- Nuorto
- Ohtola
- Paalila
- Paatiala (Sahalahti)
- Pakkala
- Palo
- Pappila
- Parvela
- Pikkola
- Pispala
- Ponsa
- Pyttylä
- Raikku
- Ranssila
- Raronsalo
- Rautio
- Rekiälä
- Riku
- Saarioinen
- Sahalahden Haapaniemi
- Sahalahden Keljo
- Sahalahden Pappila
- Sahalahden Tursola
- Salmentaka
- Sammalisto
- Savo
- Sorola
- Suinula
- Suomatka
- Suomela
- Suoramaa
- Tarkeela
- Tarpila
- Taustiala
- Tiihala
- Tohkala
- Toikkala
- Toosila
- Töykänä
- Tursola
- Vääksy
- Vahderpää
- Vänninsalo
- Varala
- Vatiala
- Vehoniemi
- Vihtinen
- Vihtiälä

## Wappen
Beschreibung: In himmelblau eine rote Harfe mit nach rechts blickenden Adler als Säule und Hals von sieben roten Tränen umgeben.

## Geschichte
Die erste urkundliche Erwähnung der Kirchengemeinde Kangasala stammt aus dem Jahr 1403, sie dürfte bereits im Laufe des 14. Jahrhunderts gegründet worden sein. Der älteste, nicht mehr erhaltene Kirchenbau befand sich auf dem Gebiet des heutigen Gutshofes Liuksiala. 1646–1649 wurde der alte hölzerne Kirchenbau von Liuksiala abgetragen und in Herttuala neu aufgebaut. Als die alte Holzkirche zu beengt wurde, errichtete man 1764–1767 in ihrer unmittelbaren Nachbarschaft einen neuen steinernen Kirchenbau, der bis heute genutzt wird.
Seit der frühen Neuzeit gab es auf dem Gebiet von Kangasala mehrere Gutshöfe mit ausgedehnten Ländereien. Der Gutshof Wääksy (schwedisch Växiö) wurde 1561 nach ihrer Trennung von König Gustaf Johann III. seiner Mätresse Katarina Hansdotter (finn. Kaarina Hannuntytär) als Abfindung zugesprochen. Auf das benachbarte Gut Liuskala zog sich nach dem Tod von König Erik XIV. im Jahr 1577 dessen Ehefrau Karin Månsdotter (finn. Kaarina Maununtytär) zurück, wo sie bis zu ihrem Tod lebte. Ihre Nachbarschaft hat später zur Entstehung einiger Volkssagen über die Rivalität der beiden „schönen Kaarinas“ geführt.
Im 19. Jahrhundert wurde Kangasala mit dem Aufkommen des Tourismus ob seiner landschaftlichen Schönheit zu einem der bevorzugten Reiseziele der gehobenen Gesellschaft. Zu dieser Entwicklung trug nicht unwesentlich Topelius' Gedicht „Ein Sommertag in Kangasala“ bei, dessen Popularität Kangasala zu einer Art Wallfahrtsort der beginnenden finnischen Nationalromantik werden ließ. Zahlreiche Maler kamen hierher, um die Landschaft auch in Gemälden festzuhalten. Bereits zu Beginn des 19. Jahrhunderts hatten Emanuel Thelning und der Karl von Kügelgen, der Hofmaler des Zaren Alexander I. Motive aus Kangasala gemalt, nach 1850 folgten ihnen die Maler der finnischen Nationalromantik, darunter Einar Ilmoni, Eero Järnefelt, Hjalmar Munsterhjelm, Sigurd Wettenhovi-Aspa und Magnus von Wright.
Gegen Ende des 19. Jahrhunderts entstanden in Finnland Volkshochschulen für die Erwachsenenbildung in Internatsform. Die erste Schule dieser Art nach dänischem Vorbild wurde 1888 von Sofia Hagman in Kangasala gegründet und war ausschließlich der Frauenbildung vorbehalten.

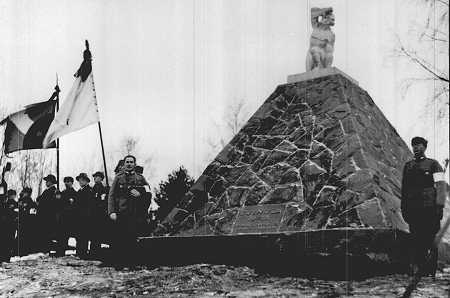
Enthüllung eines Denkmals für die Opfer des Blutbads von Suinula im Jahr 1933

Während des finnischen Bürgerkrieges rückte Kangasala zweimal in den Blickpunkt des Geschehens. Am 31. Januar 1918 war eine Gruppe von 118 Männern des weißen Schutzkorps von Tampere heimlich aus der von den Roten beherrschten Stadt ausgerückt, um im Kampf gegen den Aufstand aktiv zu werden. Sofort von den Roten verfolgt, wurde die hauptsächlich aus Studenten der Technischen Universität Tampere bestehende Gruppe in einem Haus im Dorf Suinula in Kangasala eingekesselt. Die Eingeschlossenen ergaben sich schließlich, nachdem ihnen Unversehrtheit zugesichert wurde. Als sie sich auf dem Hof versammelt hatten, traf jedoch eine weitere Verfolgergruppe ein und eröffnete das Feuer. Bevor das Feuer gestoppt werden konnte, waren 17 Weiße getötet und 26 verletzt worden. Der als das Blutbad von Suinula bekannt gewordene Vorfall trug entscheidend zu einer Verrohung des Umgangs der Bürgerkriegsparteien miteinander bei.
Als sich der weiße Belagerungsring um die Stadt Tampere zu schließen begann, war Kangasala im Wege des Vormarsches der von Karl Fredrik Wilkman geführten Truppen nach Lempäälä, wo die südliche Bahnstrecke Tamperes unterbrochen werden sollte. Vom 21. bis zum 23. März 1918 wurden um Kangasala heftige Gefechte geführt. Die Weißen besetzten das Kirchdorf am Abend des 23. nach intensivem Artilleriebeschuss, während die Roten mit Unterstützung eines Panzerzuges den Bahnhof hielten, den sie erst aufgaben, als sie von einer Umschließungsbewegung der Weißen eingekesselt zu werden drohten.
Mit Wirkung zum 1. Januar 2005 wurde die Gemeinde Sahalahti an Kangasala angegliedert. Das Gemeindegebiet wuchs damit um 171,96 km², die Bevölkerung um rund 2300 Personen.

## Politik
Die stärkste politische Kraft in Kangasala ist die konservative Nationale Sammlungspartei. Im Gemeinderat stellt sie mit 13 Sitzen die größte Fraktion gefolgt von den Sozialdemokraten mit zehn Abgeordneten. Drittstärkste Kraft ist die Zentrumspartei fünf Sitzen im Gemeinderat. Im Gemeinderat sind weiterhin die Wählergruppe Unabhängige von Kangasala (Kangasalan Sitoutumattomat) und die Christdemokraten mit jeweils vier, das Linksbündnis mit drei sowie der Grüne Bund und die Basisfinnen mit jeweils einem Sitz vertreten. Gemeindedirektor von Kangasala ist seit 1991 Jukka Mäkelä.
| Partei                    | Wahlergebnis 2008 | Sitze |
| ------------------------- | ----------------- | ----- |
| Nationale Sammlungspartei | 29,6 %            | 13    |
| Sozialdemokraten          | 23,2 %            | 10    |
| Zentrumspartei            | 12,6 %            | 5     |
| Unabhängige von Kangasala | 9,0 %             | 4     |
| Christdemokraten          | 8,7 %             | 4     |
| Linksbündnis              | 7,0 %             | 3     |
| Grüner Bund               | 6,6 %             | 1     |
| Basisfinnen               | 2,5 %             | 1     |

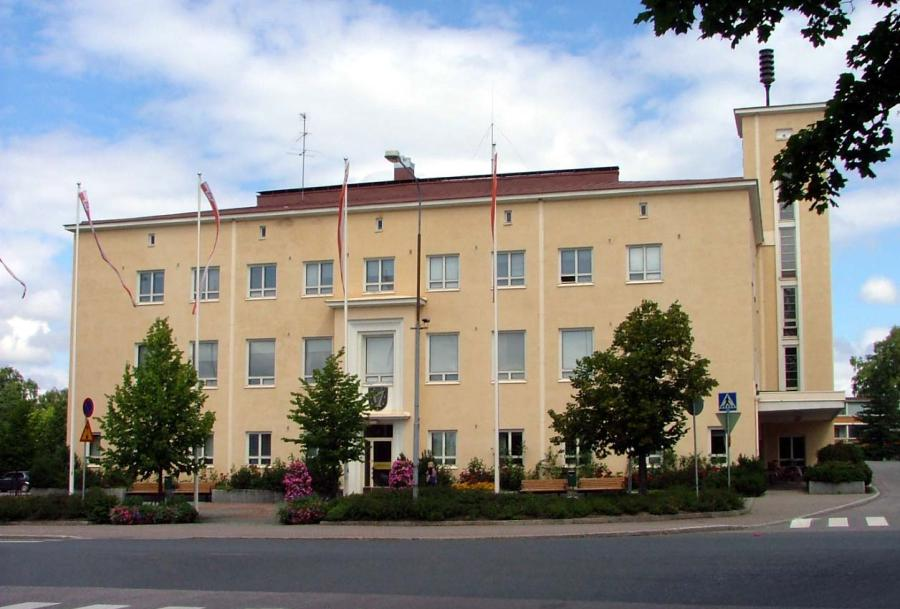
Das Gemeindehaus der Gemeinde Kangasala

Das von Olof Eriksson entworfene Gemeindewappen zeigt im silbernen Feld eine rote Harfe, deren Kopf als Adler gestaltet ist, sowie sieben rote Tropfen. Die Harfe steht für Topelius bekanntes Gedicht Kesäpäivä Kangasalla („Ein Sommertag in Kangasala“), die Tropfen für den sagenhaften „weinenden Stein“ in der Nordmauer der Kirche von Kangasala.
Kangasala unterhält Städtepartnerschaften mit der Ejde auf den Färöern, dem isländischen Siglufjörður, dem norwegischen Holmestrand, dem schwedischen Vänersborg (jeweils seit 1977) und Zülpich in Deutschland (seit 1982).

## Baudenkmäler

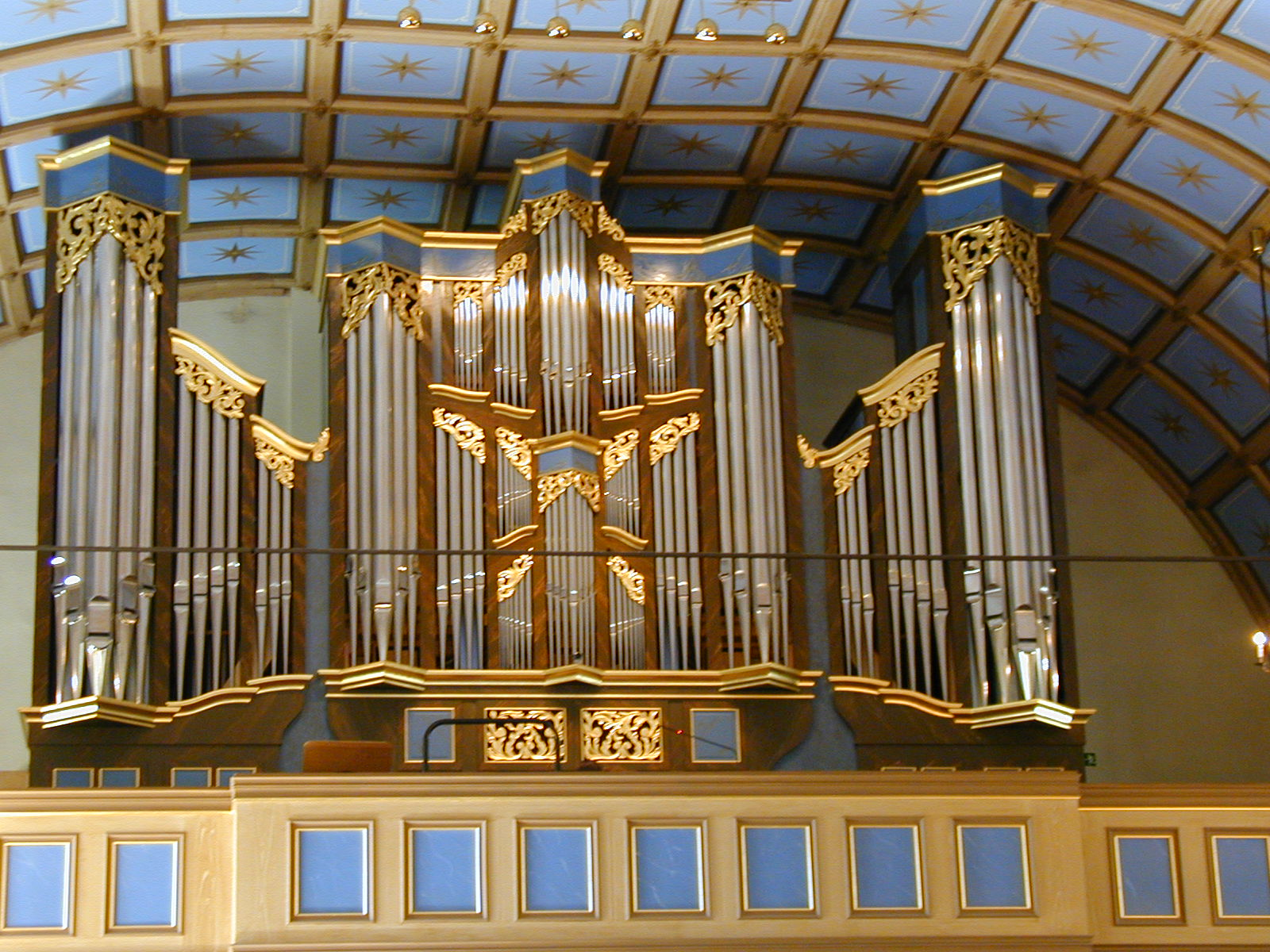
Kirchenorgel von Kangalsa

Die 1767 fertiggestellte Pfarrkirche von Kangasala ist eine Kreuzkirche aus Granit- und Kalkbruchsteinen; der Turm an der Westseite wurde nach dem Einsturz des ursprünglichen Turms 1800 in seiner heutigen Form erbaut. Seither wurde die Kirche dreimal restauriert, 1896 unter der Leitung von Josef Stenbäck und dann wieder 1956 sowie 1988. Eine Besonderheit ist ein roter Mauerstein an der nördlichen Außenwand der Kirche, der sogenannte „Blutstein“ (verikivi). Er soll eine zähe rötliche Flüssigkeit absondern soll, bei der es sich der Legende nach um das Blut der unschuldig hingerichteten Jungfrau Kussalon Kaarina handeln soll. Allerdings scheint dieses Phänomen, wenn überhaupt, höchst selten aufzutreten, denn die Kirchengemeinde Kangasala sah sich durch zahlreiche Nachfragen interessierter Besucher genötigt, den Stein durch eine Bronzeplakette auszuweisen. Die reiche Innenausstattung der Kirche wurde zu einem großen Teil aus verschiedenen Vorgängerbauten zusammengetragen. Das älteste Kunstwerk ist eine um 1400 datierte Holzstatue der trauernden Gottesmutter (Mater Dolorosa); möglicherweise stellt die Schnitzerei aber auch die Heilige Birgitta dar. Weitere Schnitzereien zeigen den Heiligen Heinrich von Uppsala und den Apostel Johannes. Die prachtvolle barocke Kanzel stammt ursprünglich aus der Kirche des Dorfes Herttuala und ist mit zahlreichen ikonischen Schnitzereien und Malereien verziert: getragen wird die Kanzel von einer als Christophorus gestalteten figürlichen Säule, der Baldachin wird von einem Pelikan bekrönt, einem traditionellen Christussymbol.
Ein zweites Gotteshaus befindet sich im Kirchdorf von Sahalahti. Die hölzerne Kreuzkirche im Empirestil wurde von 1827 bis 1829 nach Plänen des namhaften Architekten Carl Ludwig Engel fertiggestellt. Der freistehende Kirchturm stammt aus dem Jahr 1844. Die Kirche diente bis 2005 als Pfarrkirche von Sahalahti, nach der Eingemeindung wurde diese zu einer Kapellengemeinde der Kirchengemeinde Kangasala degradiert.
Als Kulturlandschaft geschützt sind auch die verschiedenen historische Gutshöfe, darunter Haapaniemi, Iso-Mattila, Tursula und Sorola. Allerdings sind kaum Bauten aus den Jahren ihrer Entstehung erhalten; so stammen etwa die Gebäude des traditionsreichen Guts Vääksy aus dem späten 19. und frühen 20. Jahrhundert. Zum Gut Liuksala führt durch eine parkähnliche Landschaft eine herrschaftliche Kiefernallee; neben den historischen landwirtschaftlichen Gebäuden ist die von Josef Stenbäck erbaute Gutskapelle von architektonischem Interesse.

## Söhne und Töchter der Gemeinde
- Antti Tulenheimo (1879–1952), Rechtswissenschaftler und Ministerpräsident
- Eero Berg (1898–1969), Langstreckenläufer
- Sulo Bärlund (1910–1986), Kugelstoßer
- Gustaf von Numers (1912–1978), Heraldiker
- Osmo Nikkilä (1933–2002), Finnougrist und Dozent
- Heikki Silvennoinen (1954–2024), Schauspieler und Gitarrist
- Olavi Köppä (* 1951), Eisschnellläufer
- Jukka Salmela (* 1958), Eisschnellläufer
- Kari Heikkilä (* 1960), Eishockeyspieler und -trainer
- Anne Rikala (* 1977), Kanutin
- Vesa Toskala (* 1977), Eishockeytorwart
- Riikka Lehtonen (* 1979), Volleyball- und Beachvolleyballspielerin
- Mari Saarinen (* 1981), Eishockeyspielerin
- Antti-Jussi Miettinen (* 1983), Eishockeyspieler
- Amanda Saari (* 2000), Skilangläuferin